# جوزيف إيفلين
جوزيف إيفلين هو محامي ودبلوماسي وسياسي أمريكي، ولد في 17 يوليو 1784 في مقاطعة كلبيبر في الولايات المتحدة، وتوفي في 1 يونيو 1843 في غالفستون في الولايات المتحدة. انتخب عضو مجلس ولاية كنتاكي ‏.